# Wereldkampioenschappen shorttrack 2015
De wereldkampioenschappen shorttrack 2015 werden van 13 tot en met 15 maart 2015 gehouden op de ijsbaan Krylatskoje in de Russische hoofdstad Moskou.
Er waren in het totaal tien wereldtitels te verdienen. Voor zowel de mannen als de vrouwen ging het om de 500 meter, de 1000 meter, de 1500 meter, het allroundklassement en de aflossing. De individuele allroundtitels gingen naar Sjinkie Knegt en Choi Min-jeong, de aflossingstitels gingen naar de Chinese mannen en de Koreaanse vrouwen.

## Medailles

### Mannen
| Onderdeel         | Goud                                              | Goud                                              | Zilver                                                             | Zilver                                                             | Brons                                                                  | Brons                                                                  |
| ----------------- | ------------------------------------------------- | ------------------------------------------------- | ------------------------------------------------------------------ | ------------------------------------------------------------------ | ---------------------------------------------------------------------- | ---------------------------------------------------------------------- |
| 500m              | Wu Dajing                                         | CHN                                               | Sándor Liu Shaolin                                                 | HUN                                                                | Han Tianyu                                                             | CHN                                                                    |
| 1000m             | Park Se-yeong                                     | KOR                                               | Charles Hamelin                                                    | CAN                                                                | Shi Jingnan                                                            | CHN                                                                    |
| 1500m             | Semjon Jelistratov                                | RUS                                               | Sjinkie Knegt                                                      | NED                                                                | Charles Hamelin                                                        | CAN                                                                    |
| 3000m superfinale | Sjinkie Knegt                                     | NED                                               | Park Se-yeong                                                      | KOR                                                                | Wu Dajing                                                              | CHN                                                                    |
| Klassement        | Sjinkie Knegt                                     | NED                                               | Park Se-yeong                                                      | KOR                                                                | Wu Dajing                                                              | CHN                                                                    |
| Aflossing         | China Chen Dequan Han Tianyu Wu Dajing Xu Hongzhi | China Chen Dequan Han Tianyu Wu Dajing Xu Hongzhi | Hongarije Csaba Burján Viktor Knoch Sándor Liu Shaolin Shaoang Liu | Hongarije Csaba Burján Viktor Knoch Sándor Liu Shaolin Shaoang Liu | Nederland Daan Breeuwsma Sjinkie Knegt Mark Prinsen Freek van der Wart | Nederland Daan Breeuwsma Sjinkie Knegt Mark Prinsen Freek van der Wart |

### Vrouwen
| Onderdeel         | Goud                                                         | Goud                                                         | Zilver                                         | Zilver                                         | Brons                                                                | Brons                                                                |
| ----------------- | ------------------------------------------------------------ | ------------------------------------------------------------ | ---------------------------------------------- | ---------------------------------------------- | -------------------------------------------------------------------- | -------------------------------------------------------------------- |
| 500m              | Fan Kexin                                                    | CHN                                                          | Elise Christie                                 | GBR                                            | Arianna Fontana                                                      | ITA                                                                  |
| 1000m             | Choi Min-jeong                                               | KOR                                                          | Elise Christie                                 | GBR                                            | Arianna Fontana                                                      | ITA                                                                  |
| 1500m             | Arianna Fontana                                              | ITA                                                          | Shim Suk-hee                                   | KOR                                            | Choi Min-jeong                                                       | KOR                                                                  |
| 3000m superfinale | Choi Min-jeong                                               | KOR                                                          | Shim Suk-hee                                   | KOR                                            | Kim A-lang                                                           | KOR                                                                  |
| Klassement        | Choi Min-jeong                                               | KOR                                                          | Arianna Fontana                                | ITA                                            | Shim Suk-hee                                                         | KOR                                                                  |
| Aflossing         | Zuid-Korea Choi Min-jeong Kim A-lang Noh Do-hee Shim Suk-hee | Zuid-Korea Choi Min-jeong Kim A-lang Noh Do-hee Shim Suk-hee | China Fan Kexin Han Yutong Lin Yue Tao Jiaying | China Fan Kexin Han Yutong Lin Yue Tao Jiaying | Italië Arianna Fontana Lucia Peretti Arianna Valcepina Elena Viviani | Italië Arianna Fontana Lucia Peretti Arianna Valcepina Elena Viviani |

### Medailleklassement
| Plaats | Land                | Goud | Zilver | Brons | Totaal |
| 1      | Zuid-Korea          | 4    | 2      | 2     | 8      |
| 2      | China               | 3    | 1      | 3     | 7      |
| 3      | Italië              | 1    | 1      | 3     | 5      |
| 4      | Nederland           | 1    | 1      | 1     | 3      |
| 5      | Rusland             | 1    | 0      | 0     | 1      |
| 6      | Hongarije           | 0    | 2      | 0     | 2      |
| 6      | Verenigd Koninkrijk | 0    | 2      | 0     | 2      |
| 8      | Canada              | 0    | 1      | 1     | 2      |
| Totaal | Totaal              | 10   | 10     | 10    | 30     |

## Eindklassementen

### Mannen
| Rang   | Naam               | Land       | Punten |
| ------ | ------------------ | ---------- | ------ |
| Goud   | Sjinkie Knegt      | Nederland  | 63     |
| Zilver | Park Se-yeong      | Zuid-Korea | 63     |
| Brons  | Wu Dajing          | China      | 55     |
| 4      | Charles Hamelin    | Canada     | 45     |
| 5      | Semjon Jelistratov | Rusland    | 41     |
| 6      | Sándor Liu Shaolin | Hongarije  | 31     |
| 7      | Shi Jingnan        | China      | 20     |
| 8      | Han Tianyu         | China      | 14     |
| 9      | Viktor An          | Rusland    | 6      |
| 10     | Seo Yi-ra          | Zuid-Korea | 3      |

### Vrouwen
| Rang   | Naam              | Land                | Punten |
| ------ | ----------------- | ------------------- | ------ |
| Goud   | Choi Min-jeong    | Zuid-Korea          | 89     |
| Zilver | Arianna Fontana   | Italië              | 68     |
| Brons  | Shim Suk-hee      | Zuid-Korea          | 47     |
| 4      | Elise Christie    | Verenigd Koninkrijk | 45     |
| 5      | Fan Kexin         | China               | 41     |
| 6      | Kim A-lang        | Zuid-Korea          | 21     |
| 7      | Kim Boutin        | Canada              | 15     |
| 8      | Sofia Prosvirnova | Rusland             | 8      |
| 9      | Tao Jiaying       | China               | 5      |
| 10     | Han Yutong        | China               | 5      |